# 彩女
彩女是潜入类暗杀游戏天诛系列中的一名玩家角色，首次登场于1998年发售的《立体忍者活剧 天诛》。彩女和力丸一同为整个系列的两位主角,在《天诛 千乱》之外的所有作品中也有出场。

## 人物展现
根据彩女的背景，在因为应仁之乱而毁灭的一所京都的废墟内，东忍流忍者村的紫云斋大师发现了幼年的彩女。年幼的彩女当时受到了极大的震惊，除了自己的名字和年龄之外无法记起任何事情。紫云斋发现她没有能力独立生存于是决定把她带回忍者村来训练成一名女忍者。彩女在紫云斋的众多学生当中相当有才能，也包括另外两名学生：力丸和龙丸。尽管她入门较晚且年纪尚轻，但是她已经成为了一名合格的忍者。彩女以她的言语尖刻，迅速、致命的忍杀技术而出名。同时彩女拥有诸多和力丸截然不同的忍术，虽然不及力丸强壮但是却更加迅速和灵活，展现出一种优雅独特的攻击方式。
按照故事线，天诛系列的第一款游戏是《立体忍者活劇 天誅 貳》，故事发生在彩女刚刚完成她的最后的测验。很快她就成为一名合格的忍者。然而，之后在她所侍奉的君主乡田松之信和她暗恋的师兄龙丸之间出现的骚乱，让其陷入崩溃边缘。彩女这个角色形象由此从一个悠闲的小女孩转变成一位成熟且富有责任感的女性。紧接着在《立体忍者活劇 天誅》中，自彩女失去了她敬爱的老师紫云斋和暗恋的师兄龙丸已经过去了整整七年。现在21岁的彩女，尽管能感受到爱、悲伤和绝望，但是在面对敌人时没有丝毫的怜悯与同情。另一方面，她与乡田公的女儿菊姬公主建立了深厚的友谊。在菊姬的母亲逝世后作为她的姐姐而保护她。彩女会为了保护她不受伤害而付出一切代价。同时，她也非常尊敬她的前辈力丸，和他一起并肩作战并在必要时可以为其牺牲自己。
一年后，在《天誅 参》中，22岁的彩女是东忍流中自从力丸失踪后唯一仅存的侍奉乡田的忍者，并被派遣去寻找力丸的尸体（后来她再次遇到归来的力丸）。在《天誅 紅》中，彩女在乡田领的边境巡逻时，无意间发现了一个被大火烧毁的忍者村。在与起初当成敌人的村中幸存少女凛交手后，两人结成了同伴并开始共同寻找幕后的袭击者。紧接着在《天誅4》当中，菊姬被系列主要敌人鬼阴当成人质而被力丸杀死。在游戏的结局当中，彩女说话时发出了鬼阴的声音。这可能表明了菊姬事件的痛苦经历让彩女的身体被死去的鬼阴所占据。
彩女同样在系列分支《天诛 忍大全》、《天诛 暗影》和《暗影突襲 ～天誅～》中出场。并且在手机游戏《天诛 彩女之章》中作为唯一可控制角色。